# Александра Крунич
Александра Крунич (серб. Александра Крунић) — сербська тенісистка.
Крунич народилася в Москві у родині біженців із Сербії. На юніорському рівні вона була фіналісткою Відкритого чемпіонату Австралії 2009 у парному розряді.
Свою першу перемогу в турнірі WTA в одиночному розряді Крунич здобула на Rosmalen Grass Court Championships 2018.
Виступаючи за Сербію у Fed Cup, Крунич має співвідношення виграшів-програшів 11-7 (на літо 2018).

## Фінали турнірів WTA

### Одиночний розряд: 2 (1 - 1)
| Результат | №  | Дата            | Турнір                                    | Поверхня | Супротивниця     | Рахунок            |
| --------- | -- | --------------- | ----------------------------------------- | -------- | ---------------- | ------------------ |
| Поразка   | 1. | 23 вересня 2017 | Guangzhou Open, Гуанчжоу, КНР             | Хард     | Чжан Шуай        | 2–6, 6–3, 2–6      |
| Перемога  | 1. | 17 червня 2018  | Rosmalen Open, 'с-Гертогенбос, Нідерланди | Трава    | Кірстен Фліпкенс | 6–7(0–7), 7–5, 6–1 |

### Пари: 14 (7 титулів, 7 поразок)
| Результат | В–П | Дата     | Турнір                               | Категорія   | Поверхня   | Партнерка              | Супротивниці                         | Ражунок               |
| --------- | --- | -------- | ------------------------------------ | ----------- | ---------- | ---------------------- | ------------------------------------ | --------------------- |
| Поразка   | 0–1 | Лип 2013 | Baku Cup, Азербайджан                | Міжнародний | Хард       | Елені Даніліду         | Ірина Бурячок Оксана Калашнікова     | 6–4, 6–7(3–7), [4–10] |
| Перемога  | 1–1 | Вер 2014 | Tashkent Open, Узбекистан            | Міжнародний | Хард       | Катеріна Сінякова      | Маргатита Гаспарян Олександра Панова | 6–2, 6–1              |
| Перемога  | 2–1 | Кві 2016 | Morocco Open Rabat, Марокко          | Міжнародний | Ґрунт      | Ксенія Кнолль          | Татьяна Марія Ралука Олару           | 6–3, 6–0              |
| Поразка   | 2–2 | Чер 2016 | Rosmalen Championships, Нідерланди   | Міжнародний | Трава      | Ксенія Кнолль          | Оксана Калашнікова Ярослава Шведова  | 1–6, 1–6              |
| Перемога  | 3–2 | Січ 2019 | Sydney International, Австралія      | Прем'єрний  | Хард       | Катержина Сінякова     | Ходзумі Ері Аліція Росольська        | 6–1, 7–6(7–3)         |
| Перемога  | 4–2 | Чер 2019 | Rosmalen Championships, Нідерланди   | Міжнародний | Трава      | Аояма Сюко             | Леслей Керкгове Бібіане Схофс        | 7–5, 6–3              |
| Перемога  | 5–2 | Тра 2021 | Serbia Open, Сербія                  | WTA 250     | Ґрунт      | Ніна Стоянович         | Грет Міннен Алісон ван Ейтванк       | 6–0, 6–2              |
| Поразка   | 5–3 | Вер 2021 | Banka Koper Slovenia Open, Словенія  | WTA 250     | Тверде     | Леслі Паттінама Кергов | Ганна Калінська Тереза Михалкова     | 6–4, 2–6, [10–12]     |
| Поразка   | 5–4 | Жов 2021 | Transylvania Open, Румунія           | WTA 250     | Тверде (i) | Леслі Паттінама Кергов | Ірина Бара Екатеріне Горгодзе        | 6–4, 1–6, [9–11]      |
| Перемога  | 6–4 | Чер 2022 | Eastbourne International, UK         | WTA 500     | Трава      | Магда Лінетт           | Людмила Кіченок Олена Остапенко      | w/o                   |
| Поразка   | 6–5 | 2022     | Tennis in the Land, USA              | WTA 250     | Тверде     | Анна Даніліна          | Ніколь Меліхар Еллен Перес           | 5–7, 3–6              |
| Поразка   | 6–6 | Січ 2025 | WTA Auckland Open, Нова Зеландія     | WTA 250     | Тверде     | Сабріна Сантамарія     | Цзян Сіньюй У Фансьєнь               | 3–6, 4–6              |
| Перемога  | 7–6 | Кві 2025 | Open de Rouen, Франція               | WTA 250     | Ґрунт (i)  | Сабріна Сантамарія     | Ірина Хромачова Лінда Носкова        | 6–0, 6–4              |
| Поразка   | 7–7 | Тра 2025 | Відкритий чемпіонат Франції з тенісу | Grand Slam  | Ґрунт      | Анна Даніліна          | Сара Еррані Жасмін Паоліні           | 6–4, 2–6, 6–1         |

## Фінали турнірів серії WTA 125K

### Одиночний розряд: 1 титул
| Результат | В–П | Дата     | Турнір             | Поверхня | Супротивниця      | Рахунок        |
| --------- | --- | -------- | ------------------ | -------- | ----------------- | -------------- |
| Перемога  | 1–0 | Чер 2017 | Bol Open, Хорватія | Ґрунт    | Александа Каданцу | 6–3, 3–0 прип. |

## Виноски
1. 1 2  Player Profile // WTA website
2. ↑  Tenis: Krunićeva samo profesionalno. Архів оригіналу за 12 серпня 2009. Процитовано 7 вересня 2009.

| Тенісист | Це незавершена стаття про тенісиста чи тенісистку. Ви можете допомогти проєкту, виправивши або дописавши її. |